# E-Tower
23°35′37″N 46°41′23″T / 23,59361°N 46,68972°T
E-Tower là một nhà chọc trời ở São Paulo, Brasil. Hoàn thành năm 2005 với chiều cao 148 m.
E-Tower nằm trong khu phố Vila Olimpia, gần biên Pinheiros, tại thành phố São Paulo Brazil. Ở 148 mét, là tòa nhà chọc trời cao thứ 9 trong thành phố, với một kiến trúc hậu hiện đại lấy cảm hứng từ ở Westend Straße 1 ở Frankfurt. Dự án ban đầu dự tính cao hơn, nhưng do lưu lượng máy bay trực thăng trong khu vực nên chiều cao đã được thay đổi.